# Jan Lindahl
Jan Magnus Lindahl, född 5 november 1919 i Stockholm, död 9 oktober 2002, var en svensk läkare.
Lindahl, som var son till advokat Alf Lindahl och Margareta Langenskiöld, blev efter studentexamen i Djursholm 1938 medicine kandidat vid Uppsala universitet 1941, medicine licentiat 1947 och medicine doktor vid Karolinska Institutet i Stockholm 1958 på avhandlingen Somatic complications following legal abortion. Han var docent i obstetrik och gynekologi vid Karolinska institutet 1959–1960 och vid Göteborgs universitet från 1960. Han var underläkare vid kirurgiska avdelningen på Garnisonssjukhuset i Boden 1947–1948, på Kalmar lasarett 1948–1951, vid kvinnokliniken på Karolinska sjukhuset 1951–1952, förste underläkare där 1952–1960, biträdande överläkare vid kvinnokliniken på Centrallasarettet i Halmstad 1960–1967 och överläkare vid kvinnokliniken på Nyköpings lasarett från 1967.